# Naoki Nakamura
Naoki Nakamura (中村 直幹?, Nakamura Naoki; Rumoi, 19 settembre 1996) è un saltatore con gli sci giapponese.

## Biografia
Originario di Sapporo e attivo in gare FIS dal marzo 2013, Nakamura ha esordito in Coppa del Mondo il 30 gennaio 2016 a Sapporo (38º) e nello stesso anno ai Mondiali juniores di Râșnov ha vinto la medaglia di bronzo nella gara a squadre. Ha esordito ai Mondiali di volo a Planica 2020, dove è stato 35º nella gara individuale e 5º in quella a squadre, e ai Campionati mondiali a Oberstdorf 2021, dove si è classificato 4º nella gara a squadre; il 28 marzo 2021 dello stesso anno ha conquistato a Planica il primo podio in Coppa del Mondo (2º). Ai XXIV Giochi olimpici invernali di Pechino 2022, suo esordio olimpico, si è piazzato 38º nel trampolino normale, 29º nel trampolino lungo e 5º nella gara a squadre; ai successivi Mondiali di volo di Vikersund 2022 è stato 37º nella gara individuale e 6º in quella a squadre e ai Mondiali di Planica 2023 si è classificato 25º nel trampolino normale, 29º nel trampolino lungo, 7º nella gara a squadre e 5º nella gara a squadre mista. Ai Mondiali di volo di Tauplitz 2024 si è piazzato 34º nella gara individuale e 5º in quella a squadre; ai Mondiali di Trondheim 2025 è stato 11º nel trampolino normale, 25º nel trampolino lungo e 5º nella gara a squadre.

## Palmarès

### Mondiali juniores
- 1 medaglia:
  - 1 bronzo (gara a squadre a Râșnov 2016)

### Coppa del Mondo
- Miglior piazzamento in classifica generale: 24º nel 2023
- 4 podi (1 individuale, 3 a squadre):
  - 1 secondo posto (a squadre)
  - 3 terzi posti (1 individuale, 2 a squadre)